# Colette Drou
Colette Drou (née le 15 novembre 1934) est une sauteuse en longueur française.

## Carrière sportive
Licenciée au club d'athlétisme de Casablanca le Fac, Colette Drou participe aux compétitions de saut en hauteur (record de France junior avec 1,52 mètre en 1951), 100 mètres et surtout de saut en longueur. En 1952, elle établit le record de l'Afrique du Nord (5,22 mètres) puis le record de France junior féminin du saut en longueur avec un bond à 5,38 mètres.

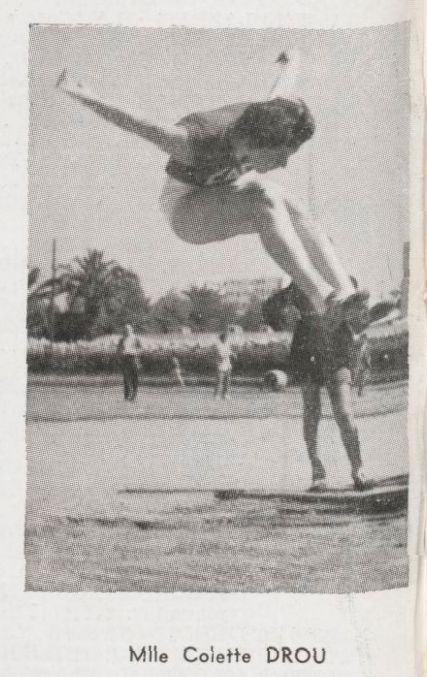

Elle remporte le titre de championne de France de saut en longueur en 1954. C'est lors de cette même saison qu'elle établit son record personnel à 5,70 mètres, soit à 1 centimètre du record national détenu par Yvonne Curtet.
Elle participe aux Championnats d'Europe de Berne en 1954 et termine 16e de l'épreuve du saut en longueur avec un saut à 5,32 mètres.